# Picada de serp
Una picada de serp és una lesió causada per la mossegada d'una serp verinosa. Un signe comú d'una picada d'una serp verinosa és la presència de dues ferides punxants dels ullals de l'animal. Llavors es pot produir una injecció de verí per la mossegada. Això pot produir enrogiment, inflor i dolor intens a la zona, que pot trigar fins a una hora a aparèixer. Es poden produir vòmits, visió borrosa, formigueig de les extremitats i sudoració. La majoria de les picades són a les mans, braços o cames. La por per l'efecte de la picada és comuna amb els símptomes de taquicàrdia i la sensació de desmai. El verí pot causar sagnat, insuficiència renal, una reacció al·lèrgica severa, mort del teixit del voltant de la picada o problemes respiratoris. Les picades poden causar la pèrdua d'una extremitat o altres problemes crònics. El resultat depèn del tipus de serp, de la zona del cos mossegada, de la quantitat de verí injectat i de la salut general de la persona mossegada. Els problemes solen ser més greus en nens que en adults, per la seva mida més petita.
Les serps mosseguen tant com a mètode de caça com com a mitjà de protecció. Els factors de risc de picades inclouen treballar a l'exterior en l'agricultura, la silvicultura i la construcció. Les serps que participen habitualment en intoxicacions inclouen els elàpids (com ara bungarus, cobres i mambes), vipèrids i serps marines. La majoria de les espècies de serps no tenen verí i maten les seves preses estrenyent-les. Les serps verinoses es poden trobar a tots els continents excepte a l'Antàrtida. Sovint no és possible determinar el tipus de serp que va causar una picada. L'Organització Mundial de la Salut diu que les picades de serp són un "problema de salut pública descuidat en molts països tropicals i subtropicals".
La prevenció de picades de serps pot implicar portar calçat protector, evitar zones on viuen serps i no manipular-les. El tractament depèn en part del tipus de serp. Es recomana rentar la ferida amb aigua i sabó i mantenir encara l'extremitat. No es recomana intentar xuclar el verí, tallar la ferida amb un ganivet o utilitzar un torniquet. L'antiverí és eficaç per evitar la picada de la mort; tanmateix, els antiverins sovint tenen efectes secundaris. El tipus d'antiverí necessari depèn del tipus de serp implicat. Quan el tipus de serp és desconegut, sovint es dona antiverí en funció dels tipus coneguts que hi ha a la zona. En algunes zones del món és difícil obtenir el tipus adequat d'antiverí i això contribueix en part al perquè de vegades no funcionen. Un altre tema és el cost d'aquests medicaments. L'antiverí té poc efecte sobre la zona del voltant de la picada. De vegades també és necessari donar suport a la respiració de la persona.
El nombre de picades de serp verinoses que es produeixen cada any pot arribar a cinc milions. Destaquen aproximadament 2,5 milions d'enverinaments i 20.000 a 125.000 morts. La freqüència i la gravetat de les picades varien molt entre diferents parts del món. Es produeixen més comunament a les zones rurals d'Àfrica, Àsia i Amèrica Llatina. Les morts són relativament rares a Austràlia, Europa i Amèrica del Nord.